# Гукасов, Абрам Осипович
Абра́м О́сипович Гука́сов (Гукасянц; 23 ноября 1872, Шуша, Елизаветпольская губерния, Российская империя — 27 апреля 1969, Женева, Швейцария) — российский нефтепромышленник, по национальности армянин, доктор естественных наук (геология), доктор философских наук (1898), меценат, издатель и общественный деятель; брат П. О. Гукасова.

## Биография

Родился в армянской семье. В возрасте шести лет семья перебралась в Баку (Бакинская губерния). Окончил Лазаревский институт восточных языков (1890). Учился на физико-математическом факультете Императорского Новороссийского университета (Одесса) и в Лейпцигском университете (1894).
С 1899 года жил в Лондоне и представлял в Европе нефтяное дело своей семьи. Был основателем судостроительного общества „Balting Trading Co“.
Член правления «Московско-Кавказского нефтяного промышленно-торогового товарищества». Учредитель Caspian Oil Company Limited (Лондон, 1908). С 1910 года — член правления вновь созданного Англо-Русского банка. В 1911 году совместно с братом — П. О. Гукасовым создают Балтийское акционерное торговое общество, занимающееся лесопереработкой и поставками пиломатериалов из многих губерний империи. Тогда же — общество «Пелла» (производство кирпича). На 1914 год состояние Павла и Абрама Гукасовых оценивалось в сумму около 15 млн руб.
Во время Первой мировой войны вернулся в Россию и возглавлял завод «Пелла» в Петрограде. Совместно с П. О. Гукасовым приобрёл и переоборудовал в Петрограде завод для выпуска шрапнели.
На его средства в Москве был построен завод «Динамо», специализирующийся на производстве электромоторов и генераторов. Абрам Осипович стал главой компании «Рускабель» — ведущего производителя электрического кабеля. Позднее был создан синдикат из предприятий (АО «Электропровод»), куда вошёл и «Рускабель». К началу 1917 года Семья Гукасовых сумела сформировать и объединить вокруг себя мощную вертикально-интегрированную группу промышленных предприятий.
После Октябрьской революции семья эмигрировала во Францию.Там основал судостроительное общество нефтеналивных судов „Les Petroles d’Outre-Mer“.
В 1920 году был создан Российский торгово-промышленный и финансовый союз — «Торгпром», где П. О. стал членом Президиума, а А. О. входил в члены Оргкомитета по проведению съезда, в 1922 году возглавил Лондонское отделение. С 1921 А. О. становится членом Лондонского русского общества помощи голодающим, а с 1923 — участник комитета помощи инвалидам при главном управлении Красного Креста.
В 1924—1925 годах издавал газету «Вечернее время», позже стал основателем и издателем газеты «Возрождение» (1925—1940). В разные годы с газетой сотрудничали крупнейшие литературные публицисты, интеллектуалы, поэты и критики. Финансировал проведение Русского зарубежного съезда в Париже. С 1927 — глава внепартийного Российского центрального объединения (Париж).
Период оккупации Абрам Осипович провёл в Ницце, где был арестован и чудом остался жив. После Второй мировой войны основатель и издатель литературно-политического журнала «Возрождение» (1949—1974). Основатель Армянского фонд Гукасянц.
Последние годы жизни провёл в Женеве.
Выдержка из статьи «Принадлежность России должна быть источником гордости…»: Абрам Осипович Гукасов:
Источник — статья в журнале «Возрождение». 1969. № 214. С. 6.:
А.О. говорил, что он "прежде всего верный сын своего родного армянского народа, болеющий трагичность его исключительно тяжёлой исторической судьбы и гордящийся его древней и продолжающейся культурой". Своё отношение к России он объяснял долгом благодарности к великой державе, единственной в прошлом защищавшей гонимый и истребляемый армянский народ. Он часто говорил о себе, что "делал для России то, что делать мог".
Источник — некролог в журнале «Возрождение». 1969. № 215. С. 72.:
На все доводы, что Европа поддерживает идею о национальной самостоятельности народов, включённых в состав России, он неизменно отвечал: "А нам, армянам, что от этого? И Гладстон тоже говорил когда-то речи. Но Англия и Бельгия продолжают вооружать Турцию. Вся Европа со своим арсеналом философии и политических слов о свободе не освободила ни одного армянина из-под турецкого ига...". И прибавлял, что этого можно ожидать лишь от Российской империи: "она это и делала в течение последних двухсот лет"